# Prorocy w islamie

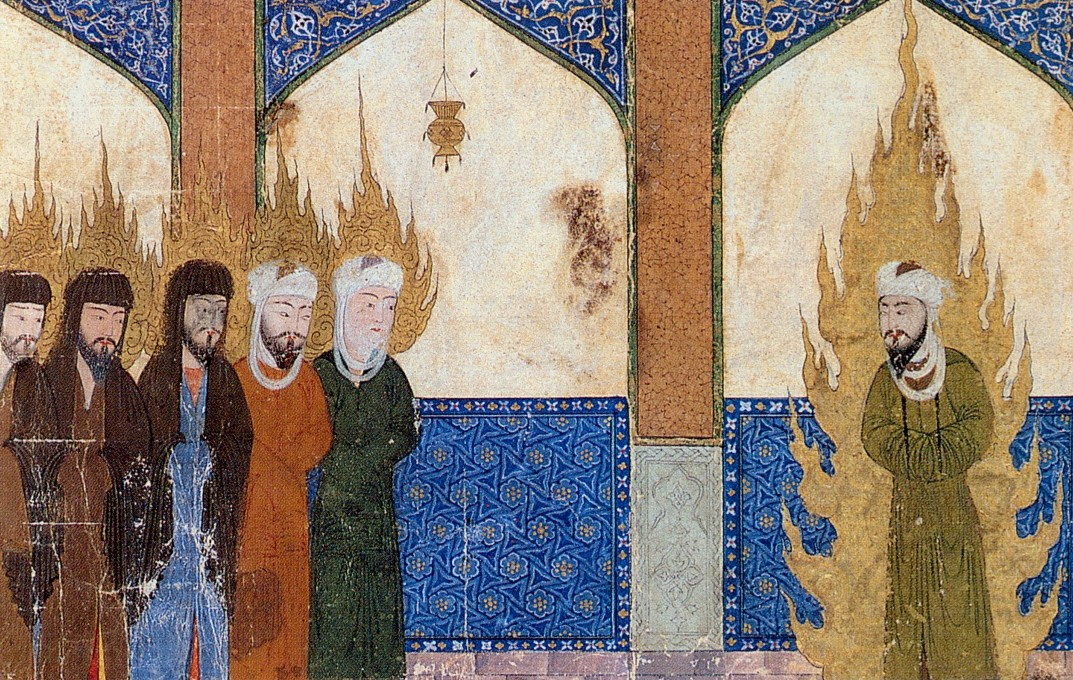
Pięciu proroków wita Mahometa, który w trakcie swojej niebiańskiej podróży (Miradżu) odwiedza meczet (zob. Meczet al-Aksa) w Jerozolimie. Miradżnama, Herat, 1436. Bibliothèque nationale

Prorocy w islamie – w islamie osoby wysłane przez Boga aby przekazać ludzkości jego objawienie.

## Prorocy i wysłannicy

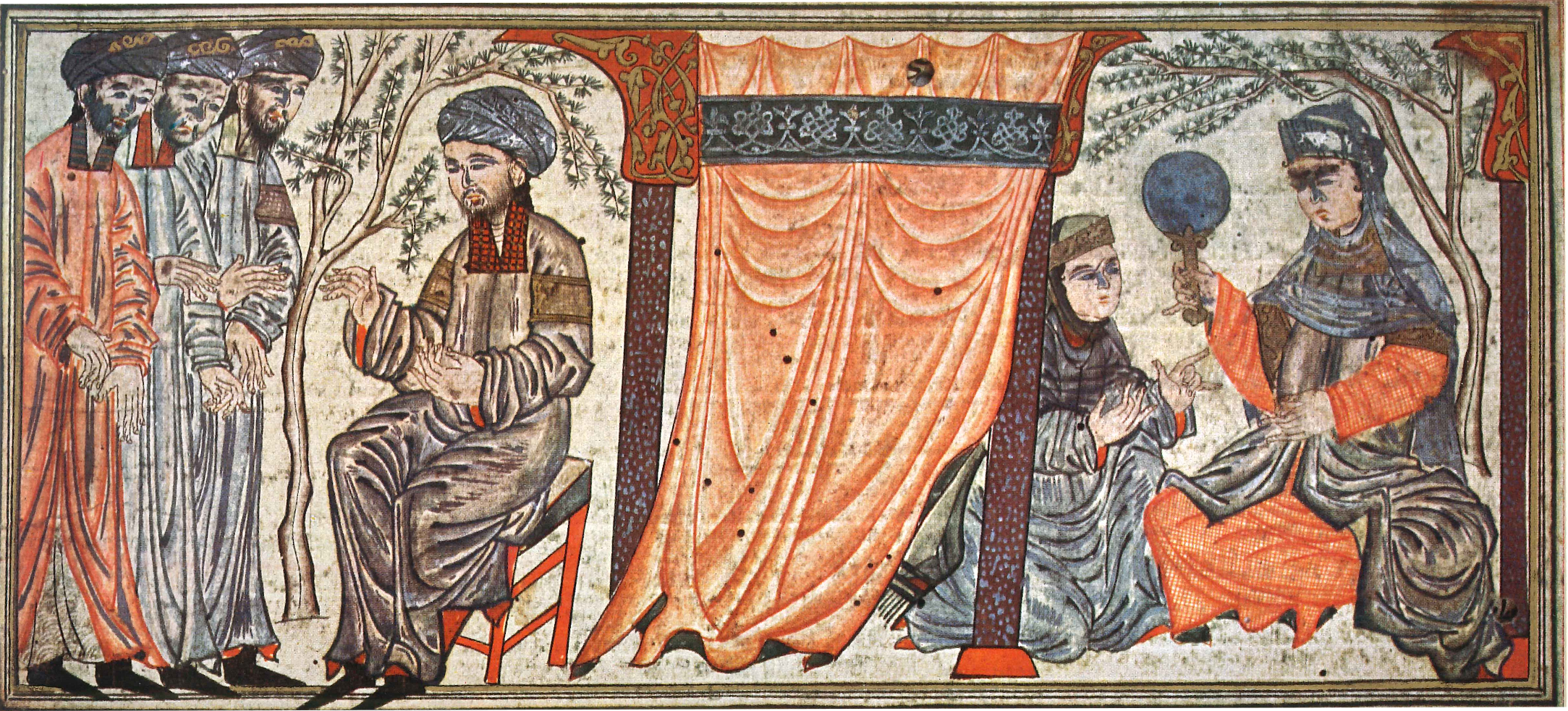
Ibrahim (Abraham) i trzej aniołowie, miniatura z rękopisu Dżame at-Tawarich Raszidoddina. Tebriz, 1314. Nasser D. Khalili Collection of Islamic Art

Zgodnie z islamem ludzkość zawsze pozostawała w kontakcie z Bogiem, który od samego początku stworzenia wysyłał do niej swoich posłańców. Przekazywali oni ludziom zasady wiary w Boga i ostrzegali przed popadnięciem w grzech, a przede wszystkim w wielobóstwo (szirk). Posłańcy zjawiali się u wszystkich ludów, przy czym jak stwierdza Koran „nie ma żadnego narodu, do którego by nie przyszedł ostrzegający”. W związku z tym każdy z owych posłańców posługiwał się językiem danego ludu (por. XIV, 4), co ma zastosowanie również do Mahometa, arabskiego proroka, który przyniósł swojemu ludowi arabski Koran (por. XII, 2)
Pierwszym prorokiem był już Adam, pierwszy człowiek na ziemi. Jak pisze Janusz Danecki „to logiczne, znalazł się on na ziemi dlatego, że wysłał go Bóg”. Następni byli wszyscy prorocy biblijni. Koran nie wymienia ich wszystkich, niemniej wspomniani są m.in. Nuh (bibl. Noe), Lut (Lot), Ibrahim (Abraham), Musa (Mojżesz) oraz Isa (Jezus).
Koran zna dwa rodzaje boskich posłańców: proroków (nabi) oraz wysłanników (albo apostołów) (rasul). Ponieważ ostrzegali ludzi przed grzechem, nazywa się ich również „ostrzegającymi” (nadir). Nazwa nabi jest zapożyczona z hebrajskiego lub aramejskiego, ale całkowicie zarabizowana, o czym świadczy łamana liczba mnoga anbija (obok regularnej nabijjun). Te różne formy słowa nabi w sumie występują w Koranie siedemdziesiąt pięć razy, przy czym dodatkowo termin proroctwo (nubuwwa) występuje pięć razy. Z kolei nazwa rasul (l. mn. rusul) występuje w Koranie ponad trzysta razy, przy czym ponadto więcej niż trzydzieści razy pojawia się forma mursal (l. mn. mursalun). Termin „wysłannik” jest zatem używany znacznie częściej.
Określenia nabi w Koranie używa się niemal wyłącznie do proroków biblijnych, którzy z zasady nie są nazywani wysłannikami. Z kolei prorokami i zarazem wysłannikami zwykle są ci, którzy zostali posłani do Arabów. Dotyczy to różnych wysłanników do arabskich plemion, takich jak Hud, Salih czy Szuajb, jak również samego Mahometa. Podobnie jak w Nowym Testamencie, gdzie apostołowie zdają się być postawieni ponad prorokami (por. 1 Kor, 12,28–31 lub Ef, 3,5; 4,11), także w Koranie rasul wydają się być wyniesieni ponad nabi. Wskazuje na to choćby fakt, iż kiedykolwiek te tytuły pojawiają się razem, rasul występuje jako pierwszy, co sugeruje iż wysłannicy są ważniejsi niż prorocy. Według muzułmańskich komentatorów wysłannik jest prorokiem, który ma do przekazania przesłanie (risala), księgę, podczas gdy zwykły prorok nie ma takiego przesłania lub księgi. Al-Bajdawi precyzuje, iż wysłannik jest prorokiem, który ustanawia nowe prawo (szariat), podczas gdy zwykły prorok kontynuuje dotychczasowe. To dlatego było więcej proroków niż wysłanników i ci ostatni posiadają wyższy status. W Koranie określenia wysłannicy Boga używa się również w stosunku do aniołów, którzy jednak nie przekazują boskiego przesłania bezpośrednio ludziom, lecz jedynie indywidualnym prorokom.

## Dzieje proroków

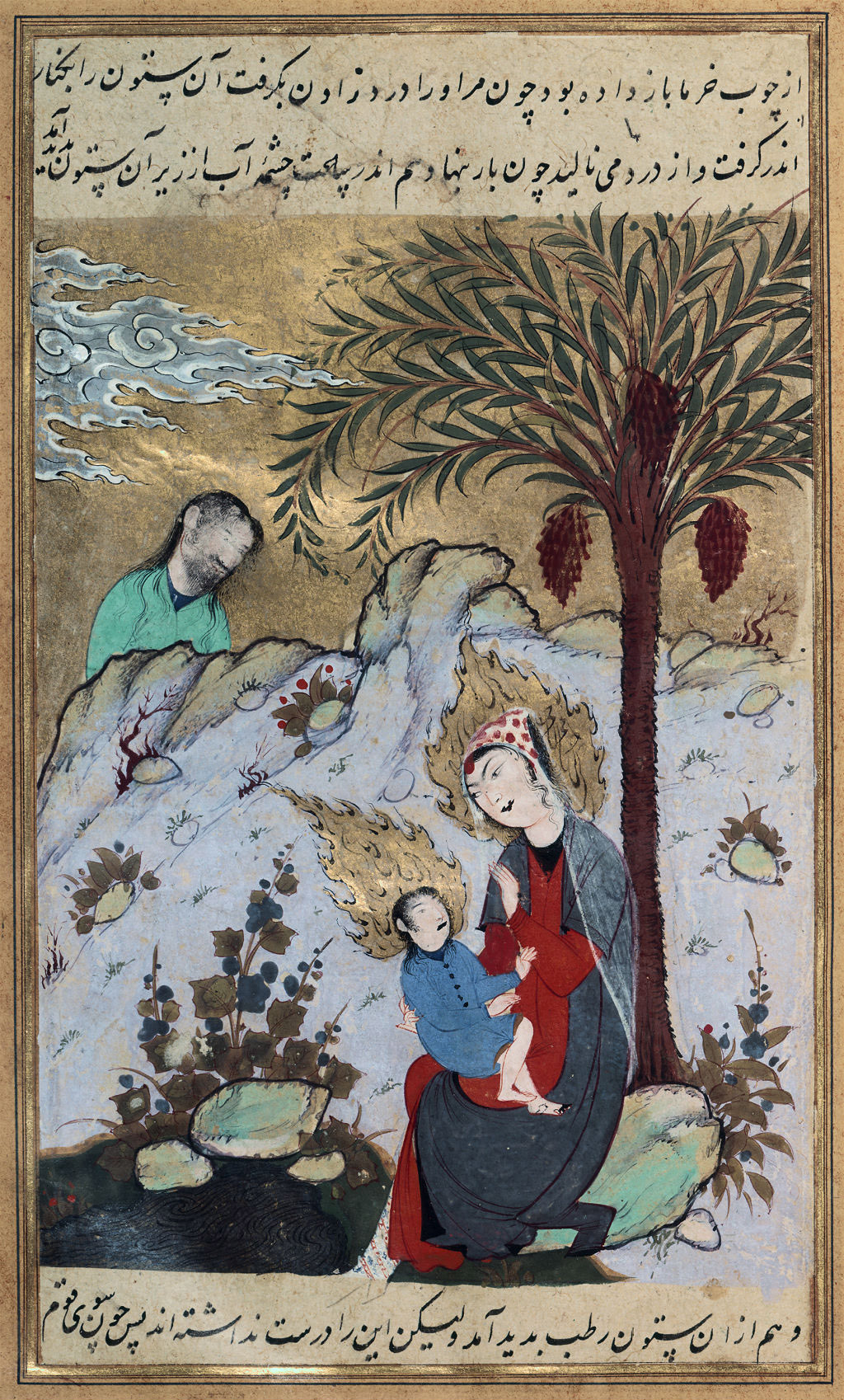
Marjam i Isa na pustyni, miniatura z rękopisu Opowieści Proroków As-Salabiego przypisywana Sadeghi Begowi. Mężczyzna w tle może przedstawiać szatana. Kazwin, ok. 1595. Bibliothèque nationale

Muzułmańska wiara w proroków jest zakorzeniona w bliskowschodniej tradycji religijnej i „jest w znacznej mierze konsekwencją uznania islamu jako kontynuacji objawienia judaistycznego i chrześcijańskiego”. To dlatego kategoria muzułmańskich proroków obejmuje wszystkich proroków biblijnych. Nie jest to jednak mechaniczne przeniesienie tych tradycji do islamu, który w swojej doktrynie przyjmuje, iż w ramach poprzedzających go religii doszło do zniekształcenia przekazanego przez proroków objawienia. Znaczenie i funkcja dawnych proroków ulega zatem istotnej zmianie. Na przykład Ibrahim (biblijny Abraham) jest uważany za pierwszego monoteistę, w związku z czym to od niego ma wywodzić się islam. Inaczej też jest interpretowane ofiarowanie syna przez Ibrahima: w islamie Ibrahim składa ofiarę z Isma'ila (Izmaela), a nie Ishaka (Izaaka) (Koran nie wspomina imienia syna składanego w ofierze). Z kolei Isa (Jezus), nie jest oczywiście synem bożym, lecz jedynie prorokiem, i wcale nie zginął na krzyżu.
Podstawową misją proroków jest głoszenie monoteizmu. Ich historie układają się w pewien ogólny wzorzec, który najwyraźniej odzwierciedla misja proroka Mahometa. Zwykle w wieku lat czterdziestu otrzymują oni od Boga misję głoszenia jedynobóstwa i ostrzegania ludzi przed dalszym popadaniem w grzech. W swojej misji napotykają na opór współbraci oraz są wyśmiewani i maltretowani. Wówczas dochodzi do zagłady niepoprawnych grzeszników, a ratują się tylko ci, którzy uwierzyli w posłannictwo proroka. Koran nazywa Mahometa „Pieczęcią Proroków” (Chatam an-nabijjin), co oznacza, że potwierdza on wszystkie poprzednie proroctwa, których treść jest zasadniczo taka sama. Z biegiem czasu to wyrażenie zaczęto jednak rozumieć nie tylko jako wskazujące na potwierdzenie poprzednich objawień, ale również na zamknięcie ich cyklu. Ta idea pojawia się wyraźnie w edykcie kalifa Al-Walida z 743, gdzie Mahomet ukazany jest jako ten prorok, który jako pierwszy odniósł sukces w przekazaniu boskiego przesłania, „przypominając objawienia poprzednich proroków, którym nie udało się wcześniej dotrzeć do ludzkości. Teraz jednak objawienie zostało przyjęte, a w związku z tym po Mahomecie nie musi być więcej proroków”. W konsekwencji zaczęto również podkreślać uniwersalny charakter misji Mahometa (sugerowany przez takie wersety Koranu jak IV, 79 czy XXI, 107), podczas gdy wcześniej koncentrowano się na specyficznie arabskim wymiarze jego przesłania. Po tym jak nabrało nowego znaczenia pojęcie „Pieczęci Proroków” zaczęło jednak implikować, że skoro Mahomet jest ostatnim prorokiem, to również jest prorokiem całej ludzkości.
Koran jasno stwierdza, że lista wspomnianych w nim proroków nie jest kompletna (por. XL, 78), zaś późniejsi egzegeci wyjaśniali, że prorocy byli zbyt liczni, by wymienić ich wszystkich – według niektórych Bóg zesłał osiem tysięcy proroków, z czego cztery tysiące było Izraelitami. Poza Koranem muzułmańska tradycja dotycząca proroków zawarta jest przede wszystkim w hadisach, drugim po świętej księdze najważniejszym źródle islamu. W klasycznych kolekcjach hadisów, w tym Sahihu Al-Buchariego, pojawiały się specjalne części zatytułowane ahadis al-anibija, czyli opowieści o prorokach. Często zawierają one powtórzenia treści zawartych w Koranie, ale niekiedy pojawiają się w nich tradycje sprzeczne ze sobą, co jest charakterystyczne dla hadisów. Muhammada przedstawia się zatem jako najważniejszego z proroków, ale z drugiej są też hadisy podkreślające, że jest im równy. Nie ma również zgody co do kolejności proroków.
Istnieją także odrębne kolekcje tradycji dotyczących proroków, z prawdopodobnie najbardziej znaną Kisas al-Anbija (Opowieściami proroków) As-Salabiego (zm. 1035). Opowieści o prorokach pojawiają się również w muzułmańskiej historiografii, co wiąże się z faktem, iż muzułmańscy kronikarze zwykli zaczynać swoje dzieła od początku świata, czyli pojawienia się Adama, pierwszego proroka, tak że historia proroctwa stała się ważną częścią historiozofii. Ten schemat początku dziejów świata jako ery proroków znajdujemy u pierwszego wielkiego historyka świata islamu, At-Tabariego (zm. 923), który cytuje Ibn Ishaka (zm. 761–767), autora jednej z pierwszych biografii (sira) Mahometa. Większość informacji na temat proroków Ibn Ishak zaczerpnął ze źródeł żydowskich i opisuje on jak kolejni prorocy przekazywali sobie w spadku władzę nad społecznością i autorytet religijny, którego częścią były pisma objawione. Każdy z nich jest przedstawiany jako wybrany przez Boga zwierzchnik ziemskiej społeczności, który ma chronić święte dziedzictwo przed zmianą i zepsuciem, co jednak rzadko kończy się powodzeniem. Pierwszym prorokiem był Adam, ostatnim zaś Mahomet, jednak zarówno u At-Tabariego, jak i wielu innych historyków łańcuch między tymi dwoma skrajnymi punktami był podawany bardzo różnie i z przerwami. Szczególnym zainteresowaniem cieszył się dopiero Ibrahim i jego następcy, gdyż to on miał zapoczątkować na ziemi erę monoteizmu. Muzułmanie poświęcali również szczególną uwagę Isie, ponieważ był on prorokiem bezpośrednio poprzedzającym Mahometa i często uważanym za mu najbliższego (chociaż istnieją też tradycje ukazującego jako proroka najbliższego Mahometowi Musę).

## Natura proroctwa

### Prorok, wieszczek i oznaki proroctwa

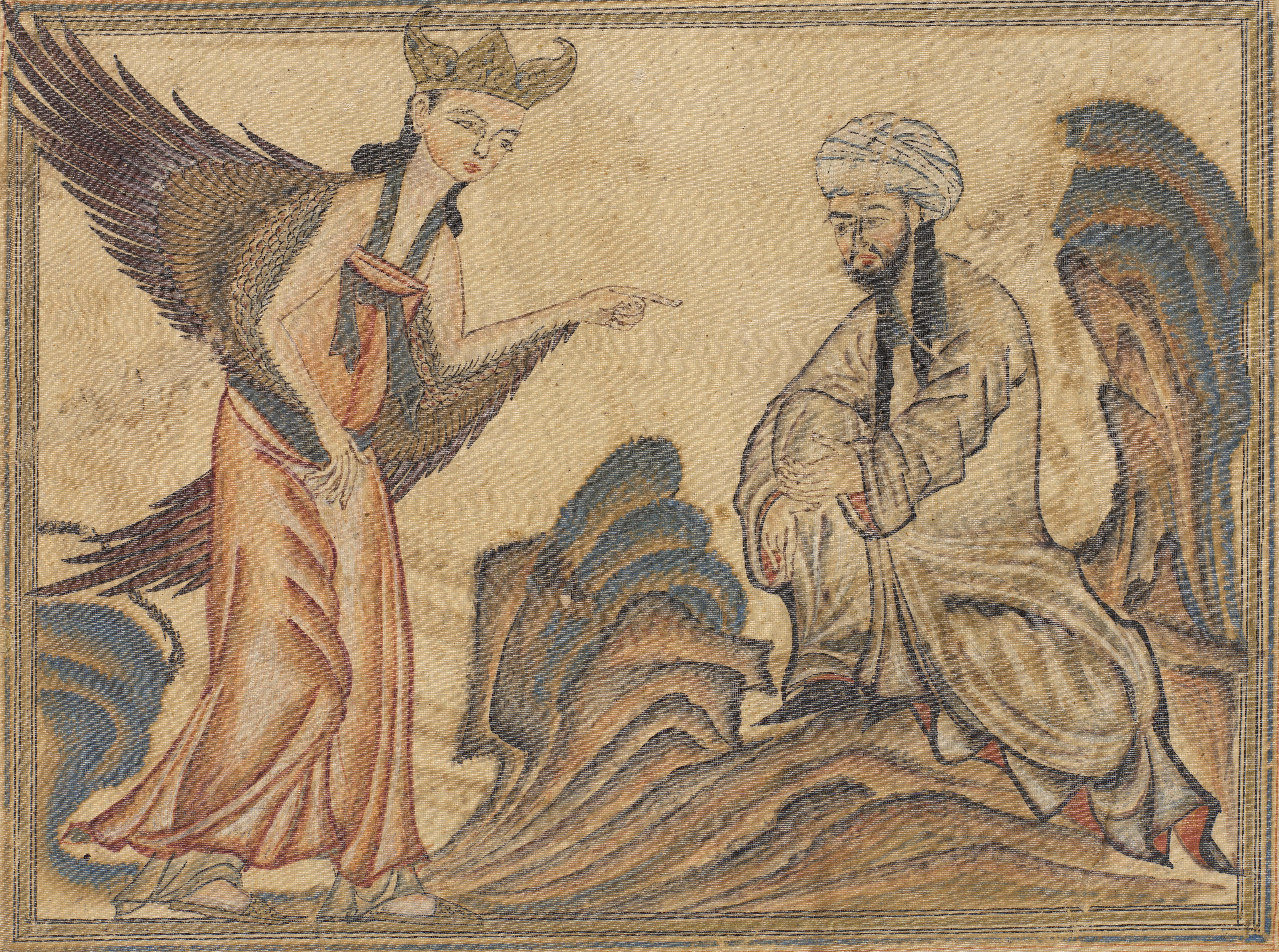
Mahomet otrzymuje objawienie od anioła Dżibrila (Gabriela), miniatura z rękopisu Dżame at-Tawarich Raszidoddina. Tebriz, 1314. Nasser D. Khalili Collection of Islamic Art

W języku hebrajskim przez proroctwo (נבואה, newuah) rozumiano w pierwszej kolejności zdolność widzenia przyszłości daną przez boga prorokowi i przepowiednię poczynioną przez tego ostatniego dotyczącą przyszłych zdarzeń. Początkowo nie istniało przy tym jasne rozróżnienie pomiędzy prorokiem a widzącym (רֹאֶה, roeh), który przepowiadał przyszłość (por. 1Sm 9,9). Również wśród Arabów istniała instytucja wieszczka (kahin), podobna do hebrajskiego roeh lub aramejskiego haze, i Mahomet miał duże trudności z przekonaniem swoich współczesnych, że jego przepowiadanie ma fundamentalnie inny charakter od działalności wieszczków. Do tych ostatnich upodabniał go szczególnie rytmiczny i poetycki charakter Koranu, jak również maniera „zakrywania głowy” i „owijania siebie samego” podczas momentów boskiego natchnienia (por. LXXIII, 1; LXXIV). To dlatego w Koranie Mahomet podkreśla, że jest kimś zupełnie różnym od wieszczków, choćby kiedy stwierdza:
Zaprawdę, to słowa Wysłannika szlachetnego, a nie są to słowa poety! – wy, małej wiary! – ani nie są to słowa wieszczka – jak mało pamiętacie! – to objawienie od Pana światów!.
To co odróżnia proroka od wieszczka to zatem źródło jego objawienia. Obaj przepowiadają to co przekazano im z zaświatów, jednak, jak zaznacza Ibn Chaldun, wiedza prawdziwych proroków pochodzi od aniołów, którzy przekazują słowa Boga, podczas gdy wieszczkowie przekazują słowa dżinnów, mogących głosić prawdę lub fałsz. Źródłem fałszywego objawienia może być również szatan (w muzułmańskiej tradycji postrzegany jako anioł albo dżinn, zob. Iblis), czego ofiarą miał paść sam Mahomet, kiedy zły duch podsunął mu szatańskie wersety. Al-Bajdawi wprowadził dodatkowe rozróżnienie, twierdząc, iż wysłannicy otrzymują objawienie od aniołów, podczas gdy zwykli prorocy otrzymują je w snach. Po śmierci Mahometa jemenickie plemię Mazhidż zbuntowało się pod przywództwem wieszczka Al-Aswada al-Ansiego i wkrótce sformułowano zasadę, iż „nie ma wieszczenia po proroctwie”. Jak to opisano powyżej, Mahomet został uznany za ostatniego proroka, zaś zgodnie z muzułmańską tradycją dżinnowie, którzy mieli nasłuchiwać u bram Nieba i udzielać natchnienia wieszczkom zostali przepędzeni przez aniołów zsyłających na nich spadające gwiazdy.
Znaczna część muzułmańskiej literatury poświęconej prorokom dotyczy tzw. oznak proroctwa (alamat an-nubuwwa). Ibn Chaldun przedstawia ich wyczerpującą listę, stwierdzając, iż po pierwsze są to fizyczne oznaki, takie jak błędny wzrok, natchniony wyraz twarzy, stan ekstazy lub brak przytomności podczas proroczego natchnienia. Drugą oznaką jest nieomylność i bezgrzeszność (isma), trzecią zaś udział w aktywnościach o charakterze religijnym, takich jak modlitwa, jałmużna (zakat) czy czystość – są to cnoty praktykowane przez proroka, który jednocześnie rozprzestrzenia te praktyki wśród innych ludzi. Czwartą ma być szlachetne pochodzenie proroka, który jest poważany przez swój lud. Piątą jest zdolność do czynienia cudów – cudotwórcą był m.in. Isa, który ożywił glinianego ptaka, uzdrowił chorego i trędowatego oraz ożywiał zmarłych. Za najważniejszą oznakę proroctwa Ibn Chaldun uznaje jednak udzieloną prorokom przez Boga zdolność do oddzielenia się od ludzkiej natury w stanie natchnienia i ekstazy. Muzułmańskie piśmiennictwo poświęca też wiele uwagi znakom zapowiadającym pojawienie się ostatniego proroka, Mahometa, polegającym na całym szeregu przepowiedni przypisywanym różnego rodzaju bożkom, wieszczkom, wiodącym osobistościom danej epoki, Żydom, chrześcijanom, demonom, dżinom i wcześniejszym prorokom.

### Filozoficzne i teologiczne koncepcje proroctwa

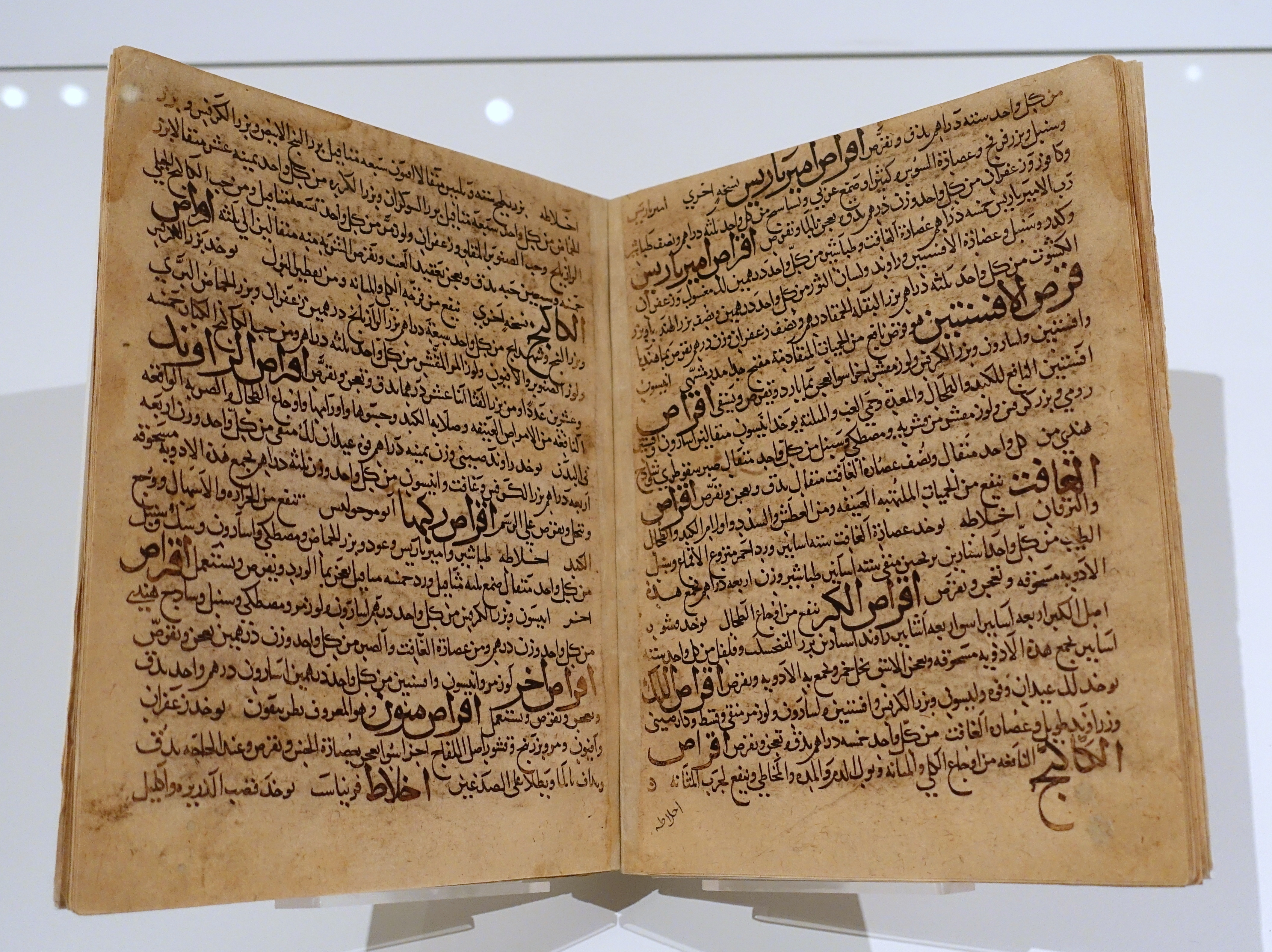
Rękopis Kanonu Medycyny Ibn Siny datowany na 444 AH (1052–1053 n.e.). Muzeum Agi Chana

Dyskusja nad proroctwem stanowiła również ważną część muzułmańskiej teologii (kalam) i filozofii (falsafa). Najwcześniejsze traktaty profetologiczne zaginęły, a w najstarszych zachowanych, pochodzących z IX w., spotykamy już dobrze rozwinięte koncepcje. Ważnym tematem było w nich rozumowe dowodzenie potrzeby istnienia proroctwa oraz prawdziwości twierdzeń o łańcuchu proroków, na którego końcu stoi Mahomet. Ważnym wczesnym traktatem profetologicznym, który zachował się we fragmentach, jest Kitab hudżdża fi tasbit an-nubuwwa (Księga dowodu o zatwierdzeniu proroctwa) Al-Dżahiza (zm. 869), który uznaje, że dowody na proroctwo dzielą się na dwie grupy: oparte na doświadczeniu oraz niezaprzeczalnej tradycji. Wysuwa też argument, że nieprzerwany przekaz objawienia przez łańcuch proroków jest przykładem cudu, a nie czysto ziemskich okoliczności.
Falasifa w swoim myśleniu odwoływali się przede wszystkim do Arystotelesa, ale był to Arystotoles zinterpretowany w duchu neoplatońskim przez komentatorów późnego antyku, a czasami przełożony na arabski w sposób wprowadzający w błąd. Tak było również w przypadku jego psychologii - w niewielkim traktacie O snach, stanowiącym część większego zbioru Parva naturalia, Arystoteles uważa sny za pozostałości wcześniejszych percepcji, co pozostaje w zgodzie z jego ogólnymi poglądami wykluczającymi przepowiadanie i wróżenie, które uważał za przejaw szarlataństwa. Z nieznanych powodów arabski tłumacz Parva naturalia wplótł w jego tekst fragmenty zaczerpnięte z arabskiego przekładu Czwartej Księgi Ennead Plotyna, który w odróżnieniu od Arystotelesa uważał, że sny mogą pouczać nas o przyszłości. Dzieje się tak dlatego, ponieważ ludzka dusza może otrzymywać czyste intelligibilia za pośrednictwem niebiańskiego intelektu, który w ten sposób może przekazywać informacje o przyszłości. Arabski tekst Parva Naturalia nauczał zatem zarazem, że sny są pozostałościami wcześniejszej percepcji, jak i że są powodowane przez Boga za pośrednictwem niebiańskiego intelektu. Należy przy tym zauważyć, że arystotelesowski intelekt czynny, który już przez Aleksandra z Afrodyzji został uznany za niematerialny obiekt istniejący w niebiosach i wspólny dla wszystkich ludzi, przez późniejszych neoplatoników został zrównany z intelektem niebiańskim Plotyna.
Idea proroczych snów doskonale harmonizowała z arabską tradycją, zgodnie z którą misja Mahometa rozpoczęła się od otrzymania takich właśnie snów, a dopiero później zaczął on otrzymywać objawienie za pośrednictwem Dżibrila. Rozwijając teorię snów zawartą w arabskim przekładzie  Parva naturalia Al-Kindi jednoznacznie stwierdzał, że niektórzy ludzie posiadają zdolność do widzenia przyszłości w snach. Według Arystotelesa dusza jest nadal aktywna podczas snu, ale jej samopostrzeganie nie jest zakłócone przez zmysłową percepcję, tak że może odnaleźć w sobie wiedzę, której zazwyczaj nie jest w stanie dostrzec w trakcie pełnej, codziennej aktywności. To dlatego zdaniem Al-Kindiego podczas snu możemy widzieć przyszłe wydarzenia, chociaż by to się stało, nasza dusza musi być czysta. Precyzja tych snów zależy przy tym od tego, jak receptywne są nasze organy – ci, którzy otrzymują przepowiednie i proroctwa mają czyste dusze i organy zdolne do dokładnego przyjmowania treści snów.
Falasifa rozumieli koraniczne wzmianki o aniołach w niebiosach jako odnoszące się do kolejnych intelektów w sferach niebieskich, przy czym intelekt czynny został utożsamiony z „koranicznym duchem świętości, tj. Dżibrilem, aniołem objawienia, lub z Królestwem Niebieskim, ostatecznym mieszkaniem nieśmiertelnych dusz”. Dla Al-Farabiego intelekt czynny to dziesiąty intelekt, który rządzi światem podksiężycowym, czyli wszystkim na Ziemi, przy czym aniołowie, tj. intelekty kolejnych sfer niebieskich, działają jako pośrednicy Boga w Jego stworzeniu. Intelekt czynny odpowiada również za ludzką zdolność abstrakcji, umożliwiającą operowanie pojęciami ogólnymi, a tym samym myślenie. Ponadto, odwołując się do arystotelesowskiego pojęcia entelechii, Al-Farabi twierdzi, iż celem każdego człowieka jest maksymalne upodobnienie się do czynnego intelektu, tj. osiągnięcie doskonałości w tej dziedzinie, która odróżnia go od zwierząt, czyli właśnie abstrakcyjnym myśleniu (intelekt czynny zawierający w sobie wszystkie uniwersalia jest bowiem czystą myślą). Człowiek doskonały osiąga zjednoczenie z czynnym intelektem, co sprawia iż otrzymuje boskie objawienie w formie uniwersalnych idei z intelektu czynnego za pośrednictwem intelektu nabytego. To objawienie jednak natychmiast przechodzi do władzy wyobraźni (kuwwa mutakhajjila), gdzie powstaje proroctwo takie jakie znamy z tekstu Koranu, pełne przykładów, przypowieści i metafor. Według Al-Farabiego władza wyobraźni jest szczególnie aktywna podczas snu, gdy ciało nie jest zajęte percepcją zmysłową, i to dzięki niej otrzymujemy sny, które zawierają w sobie objawienie. Ci u których władza wyobraźni jest szczególnie silna i doskonała mogą otrzymywać objawienie również na jawie. W przypadku innych intelekt czynny komunikuje się z nimi jedynie za pomocą snów i Al-Farabi otrzymywane przez nich przepowiadanie nie nazywa objawieniem (wahy), ale jedynie proroctwem (nubuwwa).
Al-Farabi w swoich rozważaniach nigdzie nie wymienia imienia Mahometa czy islamu, ale jest oczywiste, że kiedy pisze o tych, którzy mogą otrzymywać objawienie również na jawie, ma na myśli właśnie jego, przy czym w domyśle pojawia się tutaj również anioł Dżibril jako ucieleśnienie intelektu czynnego, który to objawienie przekazuje. Podobnie ci, którzy otrzymują jedynie dar prorokowania na podstawie snów, to oczywiście różni pomniejsi prorocy muzułmańskiej tradycji. Dla Al-Farabiego najwyższy rodzaj proroków, który osiągnął połączenie z aktywnym intelektem, to również filozofowie, będący mistrzami wszelkich teoretycznych nauk. Od zwykłych filozofów różni ich to, że potrafią ująć tę teoretyczną wiedzę w obrazowy język, który przemawia do zwykłych ludzi. Ci prorocy są również założycielami politycznych wspólnot, dla których przynoszą nowe religijne prawo. W tej kwestii Al-Farabi podąża za Państwem Platona, przy czym jego zdaniem prorok najlepiej spełnia ideał króla-filozofa, ponieważ ludzie znacznie chętniej podążają za filozoficzną wiedzą przedstawioną w formie religii, która jawi się tutaj jako imitacja filozofii.
Muzułmańscy filozofowie zaakceptowali rozróżnienie Al-Farabiego pomiędzy proroctwem jako zwykłym przepowiadaniem czy wróżeniem, a jego wyższym rodzajem, objawieniem, w trakcie którego prorok otrzymuje od aktywnego intelektu uniwersalną prawdę, przekazywaną następnie w obrazowym języku. Ibn Sina jeszcze rozwinął jego teorię, w szczególności zajmując się kwestią cudów i świętych, których to tematów nie znajdziemy u Al-Farabiego. Podobnie jak u tego ostatniego u Ibn Siny również wyższa wiedza spływa na proroków w drodze procesu emanacji pomiędzy kolejnymi niebiańskimi bytami, które są jednocześnie uważane za odpowiedniki koranicznych aniołów, by na końcu dotrzeć do władzy wyobraźni. Oprócz tego przyjmuje on jednak możliwość otrzymania natychmiastowej teoretycznej wiedzy w akcie intuicji (hads), którego dobrym przykładem jest zrozumienie implikacji przesłanek sylogizmu w trakcie procesu wynikania (Al-Farabi odrzucał taką możliwość, gdyż dla niego prorok najpierw musiał stać się filozofem dzięki sumiennej nauce). Dla Ibn Siny moment w którym rozumiemy co wynika z sylogizmu jest aktem połączenia z aktywnym intelektem, który udziela nam tej intuicji. Każdy człowiek ma pewien udział w tej zdolności, ale są tacy, których łączność z czynnym intelektem jest szczególnie duża i to spośród nich rekrutują się filozofowie. Jeżeli tego rodzaju zdolność jest połączona z wysoko rozwiniętą władzą wyobraźni, to mamy do czynienia z prorokami.
Oprócz zdolności otrzymywania objawienia za pomocą intelektu i wyobraźni prorocy posiadają również umiejętność czynienia cudów, co wiąże się z ich niezwykle rozwiniętą władzą praktyczną duszy (kuwwa nafsijja amalijja). Dusza każdego potrafi dokonywać pewnych fizycznych zmian w jego własnym ciele, ale niezwykła moc duszy proroków sprawia, iż są oni w stanie oddziaływać na fizyczną rzeczywistość poza ich ciałem, powodując burze, wywołując deszcz czy trzęsienia ziemi. Wszystkie trzy zdolności, na których opierają się prorocy, intelekt, wyobraźnia i władza praktyczna duszy, występują również u innych ludzi, którzy mogą je wzmacniać oczyszczając swoje dusze i ćwicząc je. Tego rodzaju objawienie jakie otrzymał Mahomet wymaga maksymalnie rozwiniętych wszystkich trzech wskazanych tu zdolności. Tak samo jak dla Al-Farabiego, także dla Ibn Siny prawdziwy prorok jest również filozofem i chociaż może on nie poświęcać tyle czasu nauce, to siła jego intuicji sprawia, że posiada on teoretyczną wiedzę równą najwybitniejszym filozofom. Ibn Sina postępuje za Al-Farabim także w swojej filozofii politycznej, zgadzając się z nim że prorok jest najlepszym z możliwych władców, dzięki połączeniu w sobie filozoficznego wglądu ze zdolnością do przedstawiania go w sposób zrozumiały dla wszystkich ludzi. Przy tym w przeciwieństwie do Al-Farabiego Ibn Sina nie pozostawia żadnych wątpliwości i wprost wskazuje Mahometa jako najlepszy przykład tego rodzaju filozofa, proroka i władcy.
Falasifa skonstruowali zatem teorię proroctwa, w ramach której stało się ono zjawiskiem całkowicie racjonalnym, wpisując się w system niezmiennych i koniecznych zasad objaśniających świat. Nie było w niej miejsca na konflikt pomiędzy filozofią a religią, ale też religia jawi się tutaj jedynie jako pewnego rodzaju imitacja filozofii przeznaczona dla ubogich. Można przy tym wątpić, czy falasifa rzeczywiście udało się ująć fenomen proroctwa we właściwy sposób. Jak pisze Oliver Leaman: „normalne pojmowanie proroctwa jest takie, że Bóg wybiera szczególnie prawą osobę, by była prorokiem, i przyznaje jej funkcję proroctwa. Bóg czyni prorokiem kogoś, kto nie był prorokiem, i gdyby nie Bóg, nie nastąpiłoby to. Ale według poglądu na naturę przedstawionego przez falasifa rzecz ma się zgoła inaczej. Prorok to ktoś, kto ma naturalne zalety stosowne do tej roli, a Bóg nie ma innego wyjścia niż zezwolić mu prorokować [...] Podobnie z cudami. Zgodnie z normalnym rozumieniem cudów Bóg interweniuje czasami w naturę, by odwrócić reguły, według których funkcjonują zjawiska. [...] Jednak jeżeli ciąg przyczyn i skutków jest konieczny, trzeba to wykluczyć. Jak Bóg może interweniować i zmieniać to, co jest koniecznym procesem?”. Al-Ghazali protestował przeciwko takiemu ograniczaniu Boga i twierdził, że wiąże go jedynie konieczność o charakterze logicznym, a nie prawa natury – może on zatem dowolnie wpływać na naturalne zdarzenia, przeciwnie do normalnego następstwa przyczyny i skutku. Jak widzieliśmy, falasifa, opierający się na arystotelizmie i neoplatonizmie, przyjmowali iż Bóg może oddziaływać na świat jedynie pośrednio, za pomocą kolejnych emanacji. Oznacza to również, że jego wiedza ogranicza się jedynie do uniwersalnych i koniecznych prawd, nie może bowiem wejść w interakcję z bytami jednostkowymi, a zatem i ich poznać. „Jak zwraca uwagę al-Ghazali, z tego wynika, że Bóg nie wie nawet tego, że Mahomet prorokował!”.
W swoim  Rozproszeniu filozofów Al-Ghazali przedstawił całościową krytykę doktryn falsafy. Jego zdaniem przesłanie proroków niesie z sobą wiedzę, której nie można osiągnąć za pomocą filozofii. Na przykład żaden racjonalny argument nie dostarcza nam jakiejkolwiek wiedzy o życiu pozagrobowym. Objawienie nie jest zatem tylko imitacją (muhakat) filozofii i wszyscy ludzie, również filozofowie, muszą uczyć się od proroków. Analogicznie al-Ghazali neguje pogląd, sprowadzający użyteczność proroctwa do kwestii ustanowienia państwa i prawa – według niego, aczkolwiek ważny, jest to tylko jeden z wielu pożytków misji proroków. Wszystko to nie zmienia faktu, że al-Ghazali zasadniczo przejął psychologię Ibn Siny wraz z jego doktryną, zgodnie z którą proroctwo opiera się na trzech władzach duszy: intelekcie, wyobraźni i władzy praktycznej. Unika on jednak terminologii falasifa, starając się przedstawić tę doktrynę za pomocą pojęć używanych przez teologów i sufich. Zamiast więc pisać o intuicji (hads), używa religijnego pojęcia inspiracji (ilham), która jest jednak opisywana w sposób bardzo podobny. Niemniej o ile u Ibn Siny intuicja jest przede wszystkim racjonalnym sposobem uzyskiwania wiedzy, z której mogą korzystać wszyscy ludzie, to u al-Ghazalego inspiracja staje się sposobem na uzyskanie dostępu do wiedzy, która nie może być zdobyta w żaden inny sposób, nawet przez intelekt. Inspiracja wykracza poza racjonalne poznanie i posiadają ją jedynie prorocy oraz „przyjaciele [aulija] Boga”, czyli suficcy mistrzowie.
W ten sposób al-Ghazali utorował drogę sposobowi myślenia, w którym nie istniało ścisłe rozgraniczenie pomiędzy prorokami a najdoskonalszymi sufimi. Wynika to z faktu, iż podzielał on z Ibn Siną psychologię, zgodnie z którą zdolność do otrzymania proroctwa wiąże się z czystością duszy, jest zatem kwestią stopnia i jakoś zależy od wysiłku samej jednostki. Za pośrednictwem al-Ghazalego tego rodzaju teorie, wywodzące się z falsafy, ale przedstawione przez niego w terminologii nauk religijnych, zostały zaakceptowane przez sufich, którzy nie mieli świadomości ich pierwotnego pochodzenia. Takie kluczowe doktryny sufizmu jak koncepcja rozpłynięcia się (fana) jednostki w Bogu, nauka Ibn Arabiego o człowieku doskonałym (Insan al-Kamil) czy przekonanie Rumiego, że wali może otrzymać objawienie i stworzyć poezję stojącą na równi z Koranem, „jest nie do pomyślenia bez wcześniejszej filozoficznej koncepcji połączenia z czynnym intelektem. Przyjmując, że proroctwo wynika z nadzwyczaj silnej obecności zdolności, które posiada każdy człowiek, filozoficzna koncepcja proroctwa przełamała epistemologiczną barierę pomiędzy Prorokiem a jego najbardziej pobożnymi naśladowcami. W sufizmie doprowadziło to do przyjmowania coraz to większego podobieństwa pomiędzy sufickimi świętymi a Prorokiem”.

### Źródła
- Koran. (przeł.) Józef Bielawski. Warszawa: Państwowy Instytut Wydawniczy, 2007. ISBN 978-83-06-03078-5. Brak numerów stron w książce

### Opracowania
- Janusz Danecki: Podstawowe wiadomości o islamie. [T.] 1. Warszawa: Wydawnictwo Akademickie „Dialog”, 1998. ISBN 83-86483-40-7.
- T. Fahd: Nubuwwa. W: C.E. Bosworth, E. Van Donzel, W.P. Heinrichs, G. Lecomte: The Encyclopaedia of Islam. New Edition. Volume VIII. Leiden: E.J. Brill, 1995, s. 93-97. ISBN 90-04-09834-8.
- Frank Griffel: Philosophy and Prophecy. W: Richard C. Taylor, Luis Xavier López-Farjeat: The Routledge Companion to Islamic Philosophy. Leiden: Routledge, 2016, s. 385–398. ISBN 978-1-138-47826-8.
- Oliver Leaman: Krótkie wprowadzenie do filozofii islamu. (przeł.) Michał Lipszyc. Warszawa: Fundacja Aletheia, 2004. ISBN 83-89372-12-6.
- Katarzyna Pachniak. Proroctwo i prorocy w islamie. „Przegląd Religioznawczy”. 289 (3), s. 107-115, 2023. ISSN 1230-4379. (pol.).
- Uri Rubin: Prophets and Prophethood. W: Jane Dammen McAuliffe (ed.): Encyclopaedia of the Qurʾan. Volume Four. Leiden - Boston: Brill, 2004. ISBN 90-04-11465-3.
- Richard Walzer: Islamic Philosophy. W: Ian Richard Netton (ed.): Islamic Philosophy and Theology. Critical Concepts in Islamic Thought. Volume I. Legacies, Translations and Prototypes. London and New York: Routledge, 2007, s. 108–133. ISBN 978-0-415-34394-7.